# グランディ決議
グランディ決議（グランディけつぎ、伊：Ordine del giorno Grandi）とは、1943年7月25日、当時のイタリアの最高諮問機関であるファシズム大評議会において採択された、当時のイタリア王国の首相であるベニート・ムッソリーニに対する首相退任要求決議である。
名称は、決議案を草案し、提出したファシズム大評議会の構成員であったディーノ・グランディに由来する。
当時のイタリア王国における首相を任免する権限はイタリア国王にあり、この決議は法的に非拘束性のものであったが、当時のイタリア国王ヴィットーリオ・エマヌエーレ3世は、この決議を支持し、ムッソリーニを首相から解任、逮捕した。

## 背景
当時のイタリア王国の首相であるベニート・ムッソリーニの命令により、1940年9月7日、北アフリカにおいてエジプトの占領を目指して当時イタリアの植民地であったリビアから進撃を開始、同年10月28日には、それまでに保護国としたアルバニアからギリシャへの進撃を開始したイタリアであったが、いずれも緒戦から苦戦を続け、同盟国であるナチス・ドイツからの援軍によって戦線を維持している状況であった。
その後、ギリシャでは抵抗運動等で行き詰まり、1943年5月には北アフリカにおいてもカセリーヌ峠の戦いでの局地的な勝利以降は追い詰められていき、北アフリカでの最後の根城としたチュニジアも、トーチ作戦でモロッコ、アルジェリアから上陸、進撃してきたアメリカ軍とエル・アラメインの戦い以降、エジプトからリビアを通って進撃してきたイギリス軍によって東西から挟み撃ちにされる事態に至ったため、共同で戦ってきたドイツ軍とともに北アフリカから撤退、撤退に間に合わなかった枢軸軍は連合軍に降伏した。そのような中、敗北続きによる国内における厭戦気分の蔓延によって士気の低下を感じ取っていた当時のイタリア国王ヴィットーリオ・エマヌエーレ3世は、ムッソリーニを首相の座から引きずり下ろすことを考えるようになる。
そして、北アフリカを完全に制圧した連合軍が、1943年7月10日、シチリア島攻略を目的とするハスキー作戦を決行したことによって、連合軍によるイタリア本土上陸の懸念が現実的なものとなり、王国の存続を危惧し、戦争の遂行に絶望的なものを感じ取ったエマヌエーレ国王は、ムッソリーニを首相の座から引きずり下ろすことを決意した。

## 経過

### 決議案を提出するまで
ムッソリーニを首相の座から引きずり下ろすことを決意したエマヌエーレ国王は、ピエトロ・バドリオにムッソリーニの後継として首班指名することについて調整した後、側近とともにムッソリーニを逮捕する計画を作成した。
一方、ファシスト党の内部においても、グランディが主となって、国家の最高諮問機関であるファシズム大評議会を利用し、首相退任要求の決議案を採択する形でムッソリーニを首相の座から追い落とすことを画策していた。
グランディは、ムッソリーニが、その戦争指導によってイタリア王国を全面的な破滅の危機に追い詰めた責任を厳しく問い、統帥権と国家の決定権を国王へ返還し、首相からの退任を求める内容の決議案をまとめるとムッソリーニにファシズム大評議会の開催を要求、1943年7月24日に開催する約束を取り付けた。
その後、ファシズム大評議会開催の約束を取り付けたグランディは、決議案への賛同者を得るべく活動を開始したが、ムッソリーニは妨害しなかった。

### 大評議会の開催と決議案の提出・表決

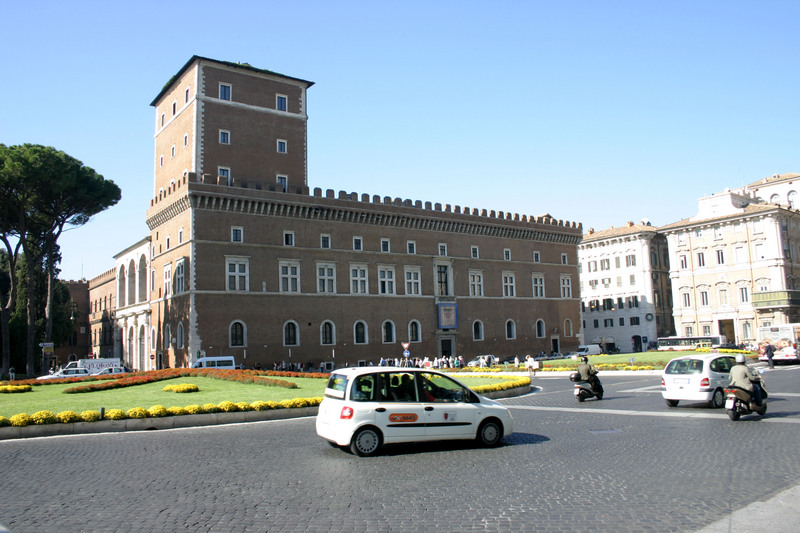
大評議会が開催されたヴェネツィア宮殿

1943年7月24日22時、ヴェネツィア宮殿において、1939年の開催を最後に行われていなかったファシズム大評議会が開会された。
ムッソリーニによる演説の後、本件決議案の採択に係る緊急動議がグランディによって提出された。
動議に対する討論によって日が変わり、7月25日2時15分、表決が行われ、以下の表決の詳細に掲げるとおりの結果となった。

#### 表決の詳細
決議案は、賛成19、反対8、棄権1で採択された。(　)内は、ファシズム大評議会の構成員としての当時の職位である。なお、ムッソリーニはファシズム大評議会の議長であったため、投票権を有しなかった。
- 賛成19

チェーザレ・マリーア・デ・ヴェッキ(終身評議員)
エミーリオ・デ・ボーノ(終身評議員)
ウンベルト・アルビーニ(ファシスト党書記次長)
ディーノ・グランディ（下院議長、工業および農業のファシスト組合総連合会長）
トゥッリオ・チャネッティ(内務大臣、ファシスト共同体総連合会長)
アルフレード・デ・マルシコ(法務大臣)
ガレアッツォ・チャーノ(外務大臣)
ジュゼッペ・ボッタイ(国民教育大臣)
カルルッチョ・パレスキ(農林大臣)
エドモンド・ロッソーニ(農業担当無任所大臣)
ルイージ・フェデルツォーニ(王立アカデミー会長)
ジョヴァンニ・バレッラ(イタリア産業総連盟会長)
ルチャーノ・ゴッタルディ(鉱業のファシスト連合会長）
アンニオ・ビニャルディ(農業のファシスト連合会長）
ディーノ・アルフィエーリ(ドイツ駐箚大使)
アルベルト・デ・ステーファニ(閣僚経験者)
ジュゼッペ・バスティアニーニ(政府首長による指名)
ジャコモ・アチェルボ(学識経験者)
ジョヴァンニ・マリネッリ
- 反対8

カルロ・スコルツァ(ファシスト党書記長)
エンツォ・エミーリオ・ガルビアーティ(国防義勇軍司令官)
アントニーノ・トリンガリ・カサノヴァ(国家防衛特別裁判所長)
ロベルト・ファリナッチ(閣僚経験者)
エットレ・フラッターリ(政府首長による指名)
カルロ・アルベルト・ビッジーニ(学識経験者)
グィード・ブッファリーニ＝グィーディ
ガエタノ・ポルヴェレッリ
- 棄権1

ジャコモ・スアルド(上院議長)

## 決議案採択の影響

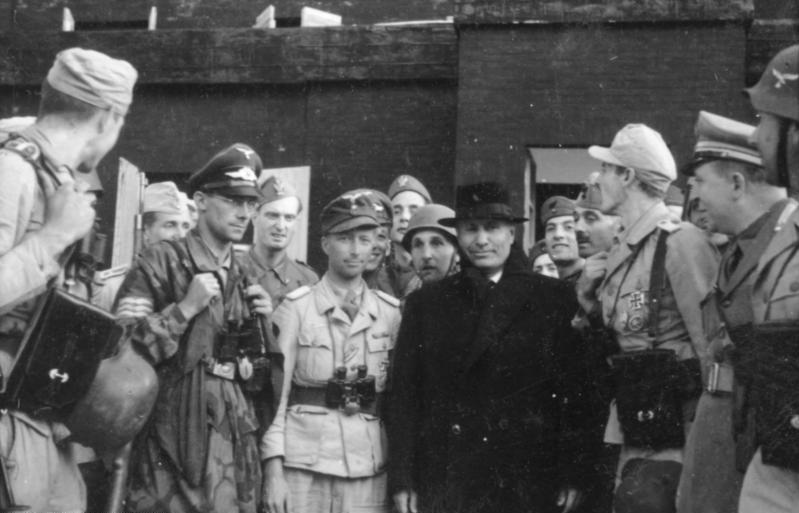
ドイツ軍によって救出されたムッソリーニ

この決議案の採択は、この場まで生き残って出席した終身議席を有する2人のファシスト四天王の全員が賛成票を投じる等、ファシスト党の内部からムッソリーニを否定するものであり、イタリアにおけるファシズムの崩壊に直結するものとして非常に重要なものとなった。
エマヌエーレ国王は、この決議の採択を受け、1943年7月25日の午後、謁見のために王宮へ赴いたムッソリーニを待ち構える形で首相の解任を申し渡し、動員していたカラビニエリが逮捕した。
逮捕されたムッソリーニの身柄は、ムッソリーニの後継としてエマヌエーレ国王から首班指名を受けたピエトロ・バドリオへ引き渡され、バドリオはムッソリーニを連合国へ引き渡す前提で国内を頻繁に移動させて軟禁することで反体制派による奪還を防ごうとした。
このような中、1943年9月3日、連合軍によるベイタウン作戦をはじめとする一連のイタリア本土上陸作戦が決行され、9月8日にはイタリア王国が連合国に降伏する。
一方、ムッソリーニが逮捕、拘束された時点でイタリア戦線の完全な崩壊を危惧したナチス・ドイツは、アドルフ・ヒトラーの特命によってムッソリーニの救出作戦を計画、調査によって軟禁場所が特定されたため、1943年9月12日、ドイツ軍による救出作戦が決行され、ムッソリーニは無傷で救出された。救出されたムッソリーニは、ナチス・ドイツによって傀儡政権であるイタリア社会共和国の首班に据えられ、1945年4月にイタリア社会共和国が崩壊するまでナチス・ドイツとともに連合国及びイタリア王国と戦うことになった。
なお、イタリア社会共和国の政権成立後、ナチス・ドイツの強い要望により、この決議案に賛成票を投じた者に対する捜索が行われ、逮捕、拘束された者は処刑されている。